# Montizón
Montizón és un municipi de la província de Jaén, (comunitat autònoma d'Andalusia), amb una població de 1.989 habitants (2005) i una densitat de població de 9,43 hab/km². El seu terme municipal, de forma pràcticament rectangular, té una superfície de 211,93 km² i limita amb els municipis de Castellar a l'oest i Chiclana de Segura a l'est, així com amb Villamanrique (província de Ciudad Real), al nord.